# Чаір
Стадіон Чаір (серб. лат.: Stadion Čair) — багатоцільовий стадіон у місті Ниш, Сербія. Він використовується переважно для проведення футбольних матчів і є домашнім стадіоном Раднички (Ниш). Після часткової реконструкції, що розпочалася у 2011 році, оновлений стадіон знову відкрився для відвідувачів 15 вересня 2012 року. Стадіон є частиною спортивного комплексу «Чаір», який також включає критий плавальний басейн і криту арену.

## Історія
Стадіон був побудований в 1963 році й мав початкову місткість 40 001 глядачів.
У другій половині 2011 року розпочалася повна реконструкція в рамках амбітного проєкту Футбольної асоціації Сербії та міста Ниш, спрямованого на заміну застарілої інфраструктури важливих спортивних об'єктів. Оновлений стадіон вміщує 18 151 глядача. Вартість проєкту склала 1,1 мільярда динарів (приблизно 10 мільйонів євро). Після завершення будівництва новий стадіон відповідав стандартам УЄФА для проведення міжнародних матчів. У червні 2012 року Футбольна асоціація Сербії оголосила, що Чаір прийматиме збірну Сербії у матчі кваліфікації Чемпіонату світу з футболу 2014 проти Шотландії 26 березня 2013 року. Однак матч було зіграно на стадіоні «Караджордже» після того, як було оголошено, що стадіон «Чаір» не буде відповідати всім стандартам УЄФА до травня 2013 року. 15 вересня 2012 року на стадіоні відбувся перший футбольний матч після реконструкції, у якому «Раднички Ніш» переміг ФК «Смедерево» з рахунком 1–0 перед 7 000 глядачами.
18 грудня 2012 року було оголошено, що місто Ниш виділить додаткові 250 мільйонів динарів на нову західну трибуну на 9 500 місць, яка буде побудована у 2013 році, що дозволить збільшити місткість стадіону до мінімум 25 003 місць. Однак роботи ще не розпочалися.

## Галерея

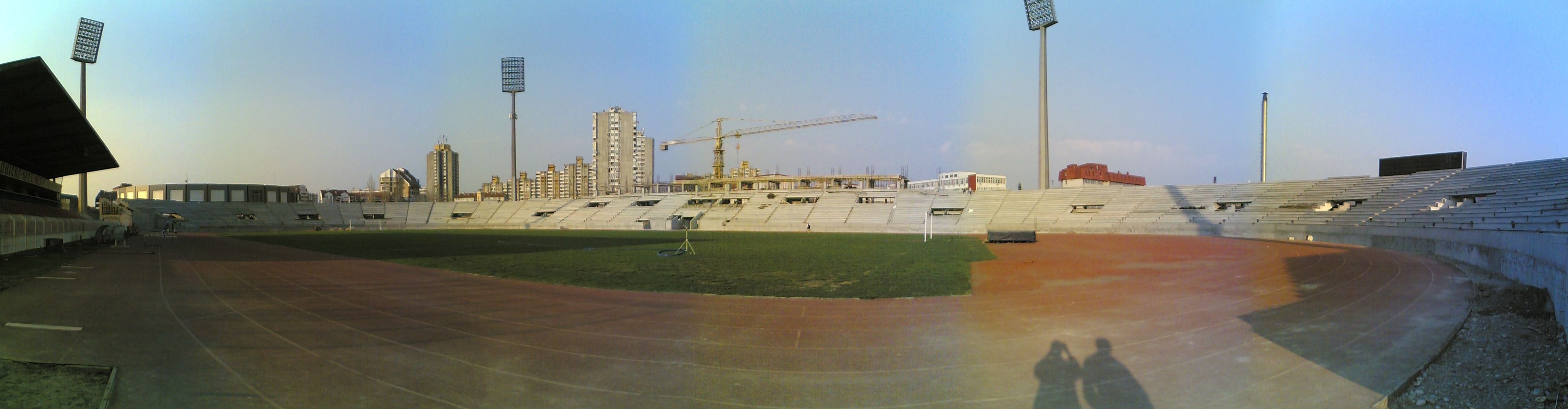
Стадіон Чаїр на реконструкції (березень 2012)
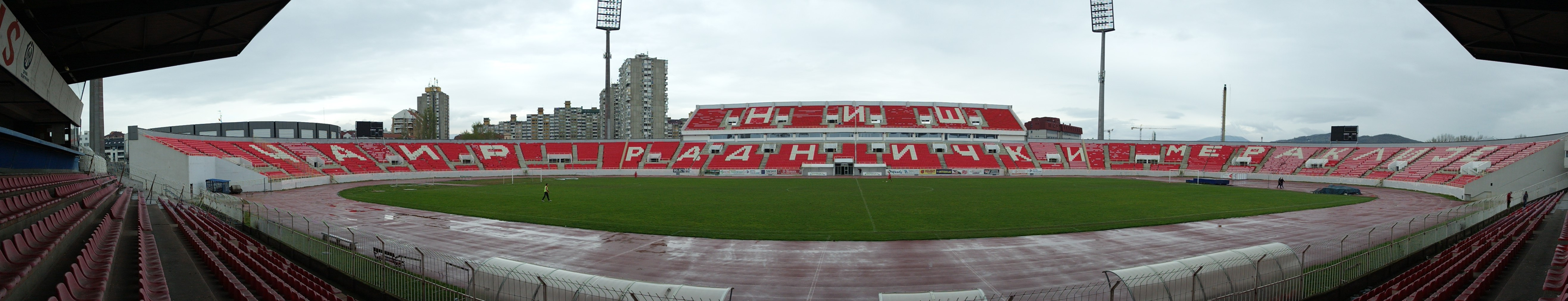
Панорама місцевості
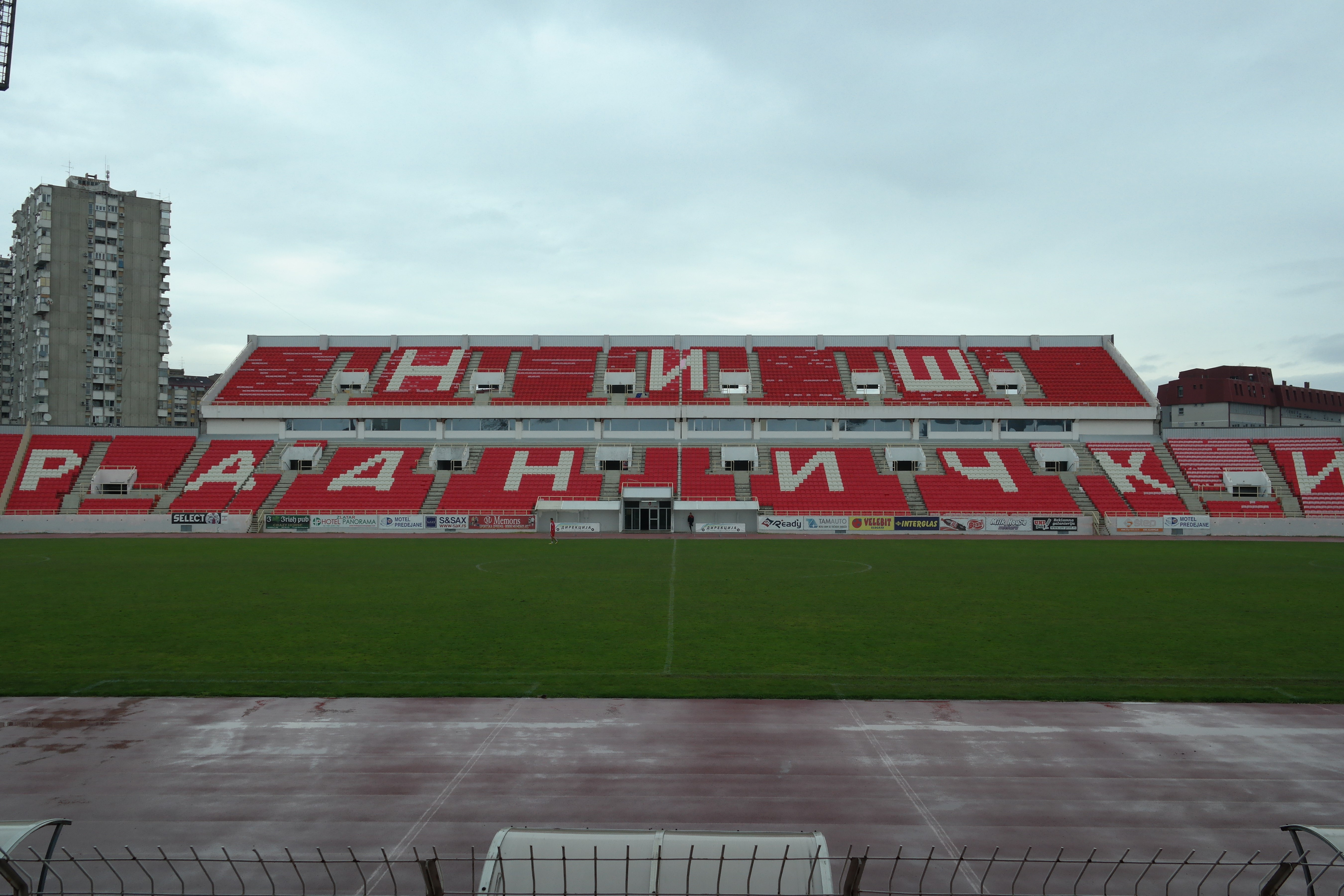
Східна трибуна
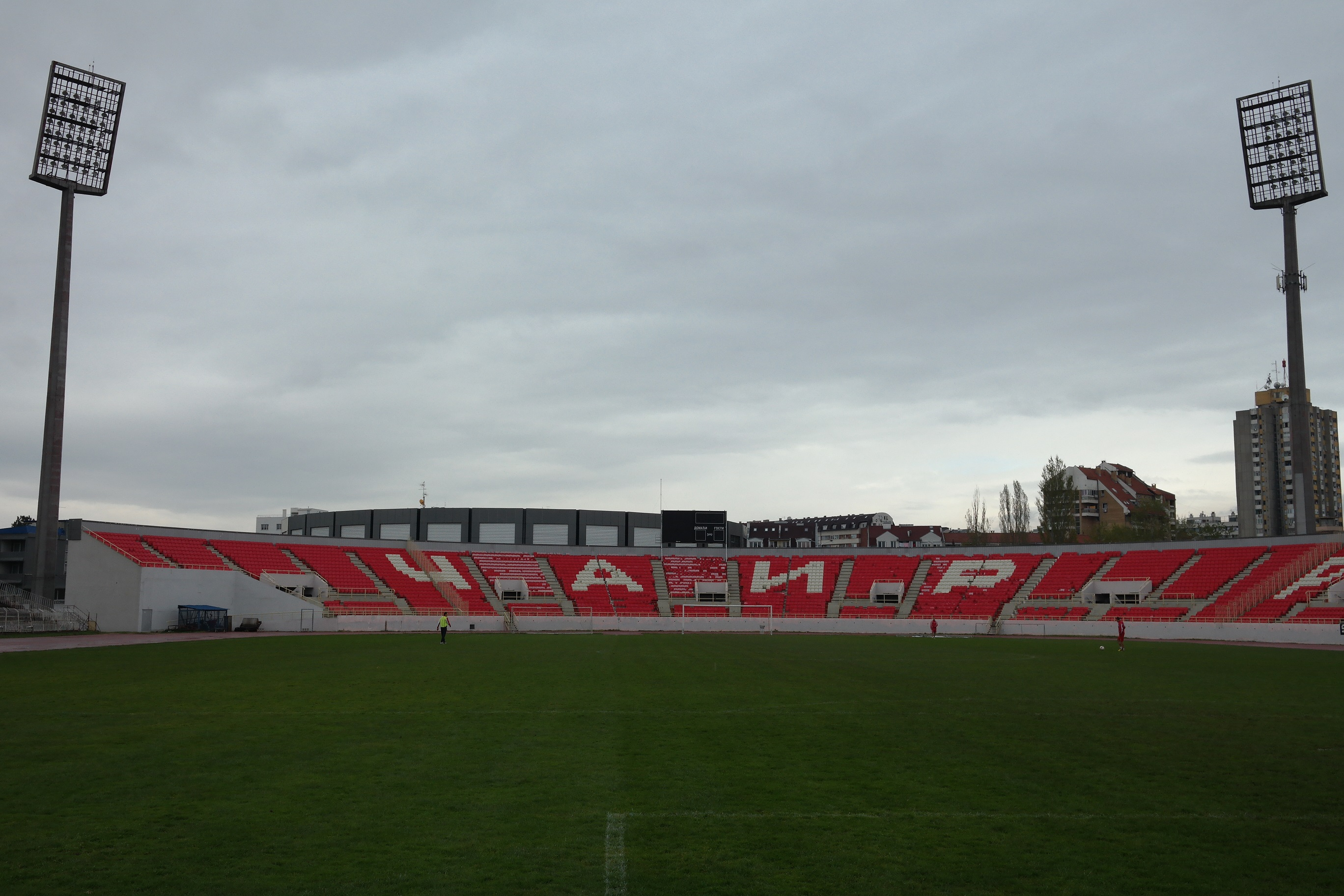
Північна сторона
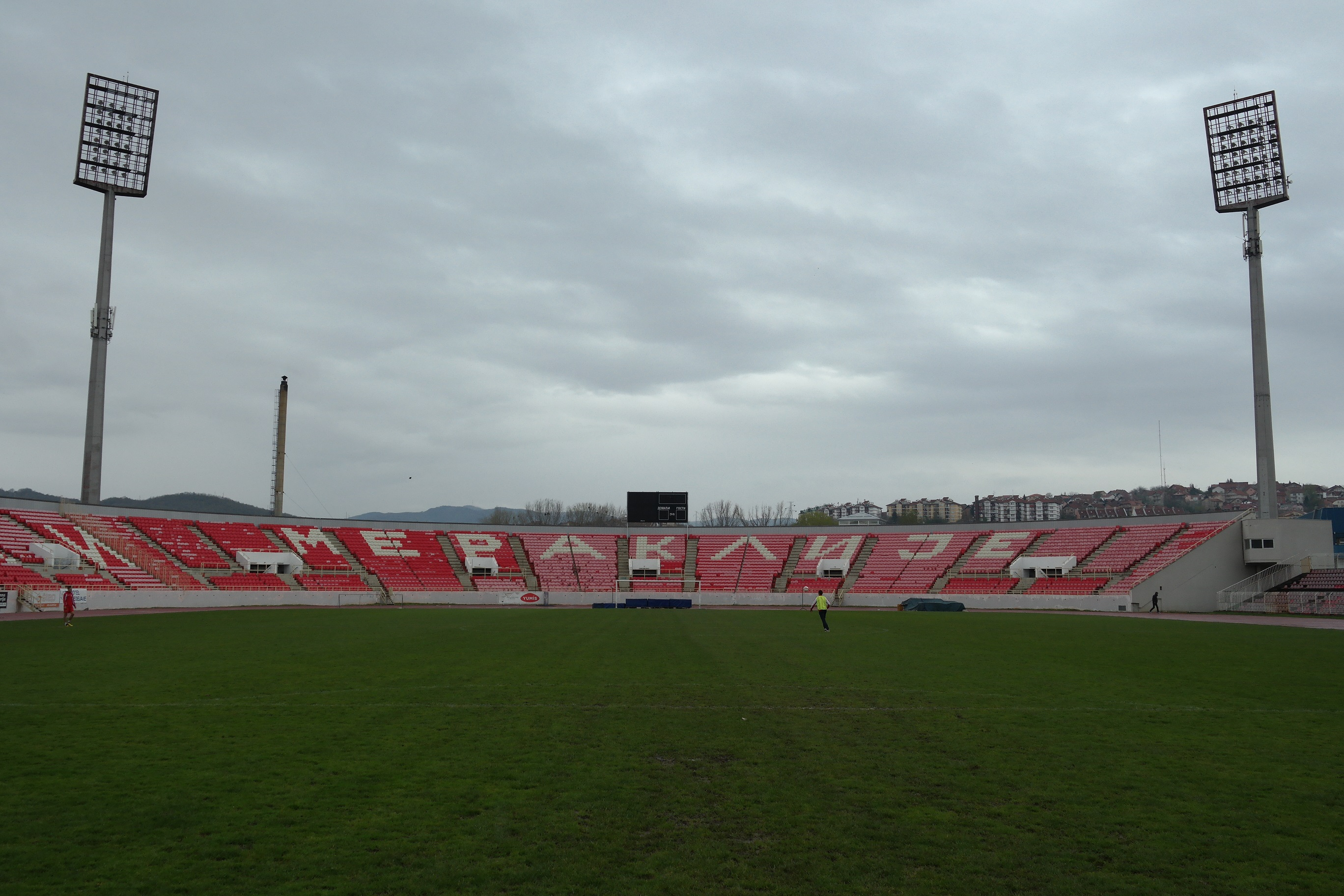
Південна частина
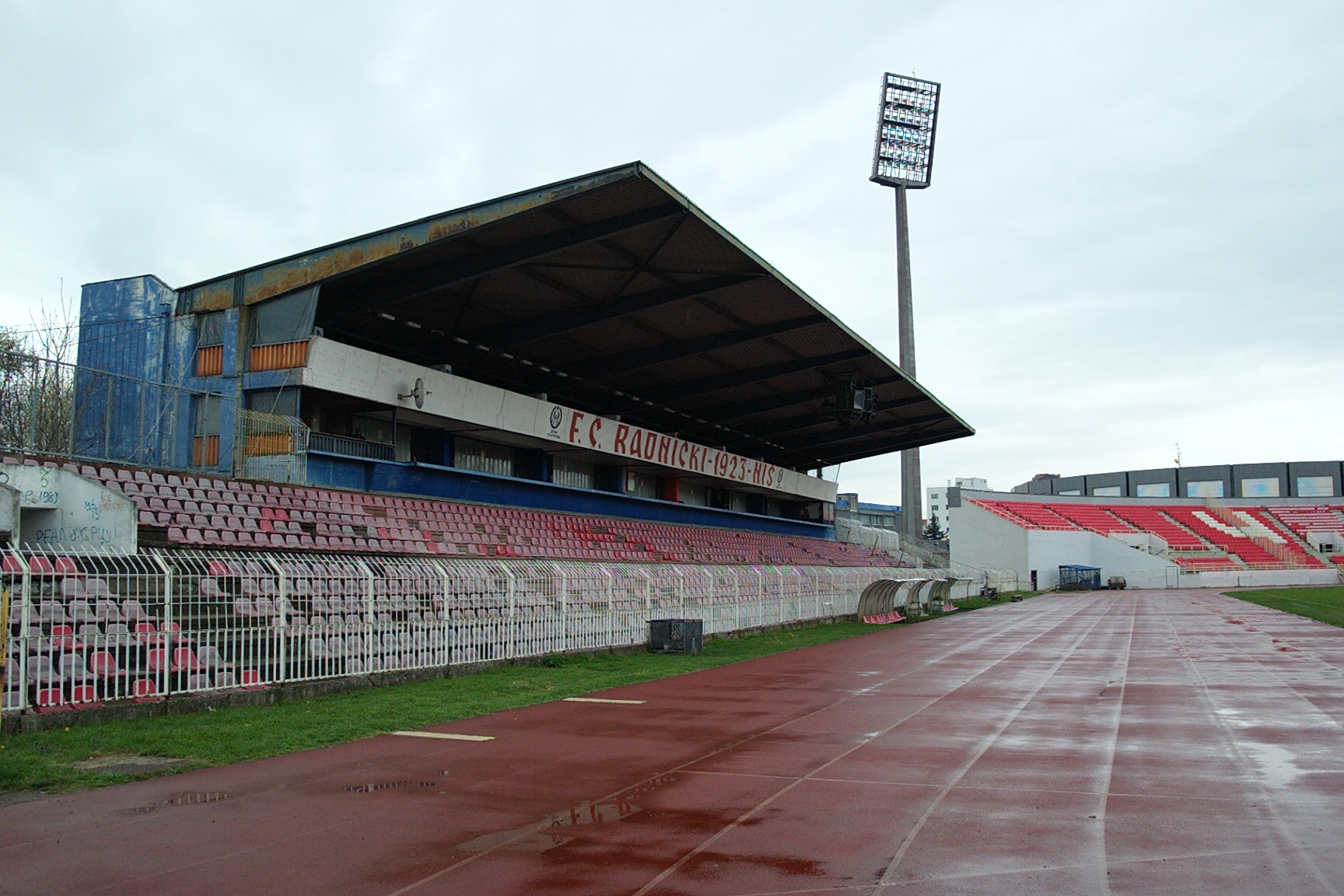
Західна сторона